# Partido Comunista da Irlanda
O Partido Comunista da Irlanda (CPI; irlandês: Páirtí Cumannach na hÉireann) é um partido comunista marxista-leninista de toda a Irlanda , fundado em 1933.O partido é membro do Encontro Internacional de Partidos Comunistas e Operários.
Originando-se como vários Grupos de Trabalhadores Revolucionários, localizados na Connolly House em Dublin, o membro inicial mais proeminente foi James Larkin Jnr (filho de James Larkin). Depois de ser banido sob o governo de WT Cosgrave em 1931 (como parte de uma repressão mais ampla à Sãoor Éire de Peadar O'Donnell e ao IRA ), foi legalizado em 1932 sob o governo de Éamon de Valera e posteriormente mudou seu nome para o Partido Comunista da Irlanda em 1933 sob Seán Murray , que frequentou a Escola Lenin em Moscou.
Uma forte reação pública anticomunista na Irlanda ocorreu na época da Guerra Civil Espanhola devido à perceção de que a causa da Frente Popular era anticatólica. A já pequena CPI achou muito difícil de organizar. No entanto, alguns membros da CPI lutaram no conflito, ao lado de parlamentares republicanos , no âmbito da XV Brigada Internacional .
Alguns comunistas irlandeses se opuseram à entrada da Irlanda na Segunda Guerra Mundial e se opuseram particularmente ao recrutamento para as Forças Armadas Britânicas sendo aplicado à Irlanda do Norte no conflito. Alguns membros foram mantidos em Curragh Camp pelo governo durante a Emergência , incluindo o futuro secretário-geral da CPI, Michael O'Riordan . Após a entrada da União Soviética na Segunda Guerra Mundial em 1941, o partido se dissolveu e instruiu os membros a se juntarem ao Partido Trabalhista Irlandês .
Em 1970, o Partido dos Trabalhadores Irlandeses e o Partido Comunista da Irlanda do Norte se fundiram em um Partido Comunista da Irlanda Unida. Durante todo o período da Guerra Fria, o PCI alinhou-se abertamente com a União Soviética. Durante os Troubles, o partido adquiriu algumas armas para a facção que se tornou o IRA Oficial. O partido apoiou de perto a Revolução Cubana e campanhas como as Seis de Birmingham. Pequenas divisões do PCI incluíram a Sociedade Marxista Irlandesa, de inspiração eurocomunista .